# Mont Tai
El Mont Taisha (泰山) és una muntanya a Tai'an, Shandong, Xina. El seu cim es denomina Emperador de Jade amb 1.545 metres d'altitud. És una de les cinc muntanyes sagrades del taoisme a la Xina. Els temples que hi ha han estat un destí de pelegrinatge durant 2000 anys. Va ser declarat com a Patrimoni de la Humanitat de la UNESCO l'any 1987, abastant una zona protegida de 25.000 ha.